# Gulbinowicz (film)
Gulbinowicz – film dokumentalny z 2014 roku reżyserii i scenariusza Jolanty Krysowatej oraz Krzysztofa Kunerta, produkcji Telewizji Polskiej i Odra Film, z udziałem kardynała Henryka Gulbinowicza, opowiadający o jego życiu i osobowości. Film powstał z okazji 90. urodzin kardynała Henryka Gulbinowicza. W filmie kardynał opowiada o czasach swojego dzieciństwa, studiach oraz pracy duszpasterskiej i biskupiej. W filmie zostały ukazane miejsca, które miały największy wpływ na jego życie oraz historie z nimi związane. Film m.in. opowiada, co mu zawdzięcza „Solidarność” na Dolnym Śląsku i jaki miał udział w słynnej akcji „80 milionów”. Film opowiada także o przyjaźni kardynała z Janem Pawłem II. O tym, jak silna była ich przyjaźń, opowiada Arturo Mari, fotograf Jana Pawła II. W filmie wystąpili też m.in. kardynał Stanisław Dziwisz, prof. Władysław Bartoszewski, ojciec Maciej Zięba oraz wiele innych osób. Film kręcony był w Wilnie (Litwa), Wrocławiu (Polska), Rzymie (Włochy) oraz Watykanie. Film trwa 52 minuty.

## Obsada
- Henryk Gulbinowicz – jako on sam